# دينار مقدوني

دينار مقدوني (بالمقدونيّة: Македонски денар تلفظ: ماكيدونسكي دينار) العملة الرسميّة لجمهورية مقدونيا رمزها (ден أو MKD) ويصدرها المصرف الوطني لجمهورية مقدونيا، الدينار المقدوني الواحد مقسمّ لمئة ديني، أصدر أول مرّة في 26 نيسان عام 1992 ليحل مكان الدينار اليوغسلافي.

## التاريخ
أُنشِئ الدينار الأول كعملة مؤقتة في 26 أبريل 1992 في جمهورية مقدونيا آنذاك، ليحل محل نسخة عام 1990 من الدينار اليوغوسلافي بنسبة 1:1. في مايو 1993، أُصلِحَت العملة وقُدِّمَ دينار جديد، حيث كان الدينار الجديد يساوي 100 دينار قديم.

### أصل التسمية
يأتي اسم الدينار من اسم الوحدة النقدية الرومانية القديمة، الديناريوس. الاختصار هو ден، وهي الأحرف الثلاثة الأولى من اسمه.

## الدينار الأول (1992-1993)
كان الدينار الأول عملة مؤقتة قُدِّمَت في 26 أبريل 1992 لتحل محل الدينار اليوغوسلافي بنسبة 1:1 ولترسيخ الاستقلال النقدي لمقدونيا.

### تاريخ
أعلنت مقدونيا استقلالها عن يوغوسلافيا في 8 سبتمبر 1991. في ذلك الوقت، كانت البلاد تستخدم الدينار اليوغوسلافي. ولكن الاستعدادات السرية بدأت لإدخال عملتها الخاصة، وبحلول أبريل/نيسان 1992، أصبحت مقدونيا مستعدة للحصول على الاستقلال النقدي عن يوغوسلافيا. في 26 أبريل، أُسِّس البنك الوطني المقدوني ‏ وأُعلن أن الدينار هو العملة الوطنية. وفي اليوم التالي دخلت الأوراق النقدية على شكل "قسائم قيمة" إلى التداول، وفي 30 أبريل/نيسان 1992، توقف الدينار اليوغوسلافي عن كونه عملة قانونية. في مايو 1993، اُستُبدِل الدينار الأول بمعدل 100 إلى 1 بدينار جديد دائم يتكون من الأوراق النقدية والعملات المعدنية.

### عملات معدنية
لم تُصدر أي عملات معدنية للدينار الأول.

### الأوراق النقدية
قُدِّمَت الأوراق النقدية المؤقتة ("قسائم القيمة") في 27 أبريل 1992، على الرغم من أن الاستعدادات لإنتاجها بدأت قبل ذلك بكثير. ظلت الأوراق النقدية متداولة حتى استُبدِلَت بأوراق نقدية دائمة من فئة الدينار الثاني في عام 1993.

#### الإنتاج
بدأت طباعة الأوراق النقدية في 15 يناير 1992 في شركة الطباعة "11 أكتوبر" في بريليب. وقد انعكست الصعوبات المرتبطة بإنشاء عملة جديدة سراً في الأوراق النقدية نفسها. وقد ثبت أن الورق الذي اشتُرِيَ من سلوفينيا كان رديء الجودة ويفتقر إلى الأمن الكافي. ورغم أن الأوراق النقدية كانت مقومة بالديناري، إلا أن اسم العملة لم يظهر على الأوراق النقدية لأنها طُبعت قبل اعتماد قانون الوحدة النقدية. وعلى نحو مماثل، ظهر المصدر باعتباره "البنك الوطني المقدوني"، وليس خليفته، البنك الوطني لجمهورية مقدونيا ‏.

#### تصميم
صمّمَ الأوراق النقدية موظف شاب في مطبعة "11 أكتوبر"، ولم يكن لديه سوى أسبوع واحد وميزانية محدودة لتصميمها. وهكذا كانت الطوائف الست الأدنى متماثلة، باستثناء ألوانها. وتضمنت جميع العملات المعدنية صورة لرجل وامرأتين يقطفان أوراق التبغ على الواجهة الأمامية، مع تخصيص الواجهة الخلفية لنصب إيليندين التذكاري في كروشيفو، والذي، وفقًا للبنك، "يعبر عن النضال الأبدي لمواطني مقدونيا من أجل الحياة في سلام وحرية".

### أسعار الصرف
قُدِّمَ الدينار بسعر صرف ثابت قدره 360 دينارًا مقابل المارك الألماني. كان هناك تخفيض لقيمة العملة في أكتوبر 1992 وتغيير إلى ربط العملة بالسلة، وتخفيض جديد لقيمة العملة في ديسمبر 1992 والتخلي عن ربط العملة في منتصف عام 1993.

## الدينار الثاني (1993 حتى الآن)

### عملات معدنية

#### السلسلة الأولى (1993)
في مايو 1993، طُرِحَـ العملات المعدنية للدينار الثاني في فئات 50 ديني، و1، و2، و5 دينار. صُمِّمَت العملات المعدنية بواسطة Dimče Boškoski وSnežana Atanasovska. في نوفمبر 2008، طُرِحَت عملات معدنية بقيمة 10 و50 دينارًا، في حين سُحِبَت عملة 50 ديني في عام 2013. بسبب قلة سكها، لم تُسَك إلا في عام 1993 ولم تُتَداوَل عمليًا على الإطلاق.
منذ عام 1996، أُصدِرَ عدد كبير من العملات التذكارية لهواة الجمع؛ ويمكن العثور على قائمة بها على موقع البنك الوطني.
سُكَّت العملات المعدنية في مصنع Suvenir في ساموكوف، وهي قرية بالقرب من ماكيدونسكي برود.

#### السلسلة الثانية (2020)
بسبب تغيير اسم البلاد كجزء من اتفاقية بريسبا، ستُطرح مجموعة جديدة من العملات المعدنية تحمل الاسم الجديد لمقدونيا الشمالية للتداول، بدءًا من عملات معدنية بقيمة 1 دينار في أبريل 2021.
|                                                                                             | 1 دينار | 23.80 مم | 5.1 غرام | CuNi3Zn17 | سهل | قيمة، أفقي منمق مع شمس مكونة من 16 شعاعًا | جمهورية مقدونيا الشمالية، دائرية؛ سنة في المجال المركزي السفلي. كلب الراعي شاربلانيك                     | 2020 | 1 أبريل 2021 | حاضِر | حاضِر |
|                                                                                             | 2 دينار | 25.50 مم | 6.2 غرام | CuNi3Zn17 | سهل | قيمة، أفقي منمق مع شمس مكونة من 16 شعاعًا | جمهورية مقدونيا الشمالية، دائرية؛ سنة في المجال المركزي السفلي. تراوت أوهريد ‏ ( سلمو ليتنيكا ).          | 2022 |              | حاضِر | حاضِر |
|                                                                                             | 5 دينار | 27.5 مم  | 7.2 غرام | CuNi3Zn17 | سهل | قيمة، أفقي منمق مع شمس مكونة من 16 شعاعًا | جمهورية مقدونيا الشمالية، دائرية؛ سنة في المجال المركزي السفلي. الوشق البلقاني ( Lynx lynx balcanicus ). | 2022 |              | حاضِر | حاضِر |
| هذه الصور بمقياس ٢.٥ بكسل لكل مليمتر. للاطلاع على معايير الجدول، انظر جدول مواصفات العملات. |         |          |          |           |     |                                          | |      |              |      |      |

#### عملة منظمة الأغذية والزراعة (1995)
في عام 1995، سُكَّت العملات المعدنية المتداولة ‏ من فئة 1، و2، و5 دينار تكريماً لمنظمة الأغذية والزراعة التابعة للأمم المتحدة.

### الأوراق النقدية
في عام 1993، أُصدِرَ الدينار الجديد في فئات 10، و20، و50، و100، و500 دينار. أُصدِرَت ورقة نقدية بقيمة 20 دينارًا فقط في هذه السلسلة الأولى. في عام 1996، أُضيفت الأوراق النقدية من فئة 1000 و5000 دينار. وفي عام 2016، أُصدِرَت أوراق نقدية من فئة 200 و2000 دينار، في حين بدأ البنك الوطني بسحب الورقة النقدية من فئة 5000 دينار من التداول لإعادة التوازن إلى هيكل الأوراق النقدية المتداولة. في عام 2017، كشف البنك الوطني عن أوراقه النقدية البوليمرية الحالية، وهي أوراق 10 و50 دينارًا، ووضعها للتداول في 15 مايو.

### أسعار الصرف
منذ أكتوبر 1995، رُبِط سعر الصرف الاسمي للدينار بالمارك الألماني. منذ يناير 2002، أصبح سعر صرف الجنيه الإسترليني مرتبطًا باليورو.

الدينار مرتبط فعليًا باليورو باستخدام اتفاقية استقرار بمعدل 1 يورو = 61.3644 دينار مقدوني +/- 1%.[بحاجة لمصدر]

## سعر الصرف MKD الحالي
| من Yahoo! Finance: | AUD CAD CHF EUR GBP HKD JPY USD TRY |
| من XE.com:         | AUD CAD CHF EUR GBP HKD JPY USD TRY |
| من Investing.com:  | AUD CAD CHF EUR GBP HKD JPY USD TRY |
| منOANDA.com:       | AUD CAD CHF EUR GBP HKD JPY USD TRY |